# Wahlkreis Reinickendorf 5
Der Wahlkreis Reinickendorf 5 ist ein Abgeordnetenhauswahlkreis in Berlin. Er gehört zum Wahlkreisverband Reinickendorf und umfasst die Gebiete Lübars und Märkisches Viertel.

## Abgeordnetenhauswahl 2023
Bei der Wahl zum Abgeordnetenhaus von Berlin 2023 traten folgende Kandidaten an:
| Name                              | Partei           | Anteil der Erststimmen | Anteil der Zweitstimmen |
| --------------------------------- | ---------------- | ---------------------- | ----------------------- |
| Michael Dietmann                  | CDU              | 43,8 %                 | 41,0 %                  |
| Sevda Boyraci                     | SPD              | 22,5 %                 | 21,8 %                  |
| Carsten Ubbelohde                 | AfD              | 14,1 %                 | 14,4 %                  |
| Cherim Adelhoefer                 | Grüne            | 06,4 %                 | 06,6 %                  |
| Katina Schubert                   | Die Linke        | 03,9 %                 | 03,9 %                  |
| Sarah-Ursula Oelsmann             | Tierschutzpartei | 03,3 %                 | 02,7 %                  |
| Andreas Vetter                    | FDP              | 03,1 %                 | 03,8 %                  |
| Patrick S.E. Alms                 | Die PARTEI       | 01,1 %                 | 00,9 %                  |
| Nora Ferge                        | Freie Wähler     | 00,7 %                 | 00,2 %                  |
| Sören Jagla                       | dieBasis         | 00,6 %                 | 00,4 %                  |
| Kenny Kick                        | Piraten          | 00,5 %                 | 00,4 %                  |
| –                                 | Sonstige         | –                      | 03,9 %                  |
| Wahlberechtigte: 26.572 Einwohner |                  |                        |                         |
| Wahlbeteiligung: 49,8 %           |                  |                        |                         |

## Abgeordnetenhauswahl 2021
Bei der Wahl zum Abgeordnetenhaus von Berlin 2021 traten folgende Kandidaten an:
| Name                              | Partei           | Anteil der Erststimmen | Anteil der Zweitstimmen |
| --------------------------------- | ---------------- | ---------------------- | ----------------------- |
| Michael Dietmann                  | CDU              | 30,7 %                 | 27,8 %                  |
| Sevda Boyraci                     | SPD              | 27,3 %                 | 26,2 %                  |
| Carsten Ubbelohde                 | AfD              | 12,8 %                 | 12,3 %                  |
| Cherim Adelhoefer                 | Grüne            | 08,1 %                 | 08,3 %                  |
| Andreas Vetter                    | FDP              | 07,0 %                 | 07,0 %                  |
| Katina Schubert                   | Die Linke        | 05,0 %                 | 04,9 %                  |
| Sarah-Ursula Oelsmann             | Tierschutzpartei | 04,1 %                 | 02,7 %                  |
| Patrick S.E. Alms                 | Die PARTEI       | 01,3 %                 | 00,9 %                  |
| Nora Ferge                        | Freie Wähler     | 01,9 %                 | 01,1 %                  |
| Sören Jagla                       | dieBasis         | 01,2 %                 | 00,9 %                  |
| Kenny Kick                        | Piraten          | 00,7 %                 | 00,4 %                  |
| –                                 | Team Todenhöfer  | –                      | 02,3 %                  |
| –                                 | Die Grauen       | –                      | 01,7 %                  |
| –                                 | Sonstige         | –                      | 03,5 %                  |
| Wahlberechtigte: 26.626 Einwohner |                  |                        |                         |
| Wahlbeteiligung: 63,7 %           |                  |                        |                         |

## Abgeordnetenhauswahl 2016
Bei der Wahl zum Abgeordnetenhaus von Berlin 2016 traten folgende Kandidaten an:
| Name                              | Partei           | Anteil der Erststimmen | Anteil der Zweitstimmen |
| --------------------------------- | ---------------- | ---------------------- | ----------------------- |
| Michael Dietmann                  | CDU              | 30,5 %                 | 27,3 %                  |
| Thorsten Karge                    | SPD              | 28,1 %                 | 24,4 %                  |
| Klaus-Dieter Meckes               | AfD              | 20,1 %                 | 19,5 %                  |
| Mathias Adelhoefer                | Grüne            | 06,4 %                 | 06,9 %                  |
| Sibylle Meister                   | FDP              | 06,1 %                 | 06,6 %                  |
| Katina Schubert                   | Die Linke        | 05,5 %                 | 05,7 %                  |
| Clemens Krüning                   | Piraten          | 01,7 %                 | 01,0 %                  |
| Carsten Berndt                    | ProD             | 01,5 %                 | 00,6 %                  |
| –                                 | Graue Panther    | 0–                     | 03,4 %                  |
| –                                 | Tierschutzpartei | 0–                     | 02,0 %                  |
| –                                 | Sonstige         | 0–                     | 02,6 %                  |
| Wahlberechtigte: 27.228 Einwohner |                  |                        |                         |
| Wahlbeteiligung: 57,2 %           |                  |                        |                         |

## Abgeordnetenhauswahl 2011
Bei der Wahl zum Abgeordnetenhaus von Berlin 2011 traten folgende Kandidaten an:
| Name                              | Partei                | Anteil der Erststimmen | Anteil der Zweitstimmen |
| --------------------------------- | --------------------- | ---------------------- | ----------------------- |
| Michael Dietmann                  | CDU                   | 40,7 %                 | 36,8 %                  |
| Brigitte Lange                    | SPD                   | 35,9 %                 | 31,8 %                  |
| Matthias Adelhoefer               | Grüne                 | 10,1 %                 | 09,8 %                  |
| Yusuf Dogan                       | Die Linke             | 04,1 %                 | 03,7 %                  |
| ?                                 | Die Freiheit          | 03,3 %                 | 01,6 %                  |
| ?                                 | pro Deutschland       | 02,9 %                 | 01,4 %                  |
| ?                                 | FDP                   | 02,0 %                 | 01,9 %                  |
| ?                                 | Deutsche Konservative | 01,1 %                 | 00,4 %                  |
| –                                 | Piraten               | –                      | 06,7 %                  |
| –                                 | NPD                   | –                      | 02,9 %                  |
| –                                 | Tierschutzpartei      | –                      | 01,4 %                  |
| –                                 | Sonstige              | –                      | 01,6 %                  |
| Wahlberechtigte: 26.796 Einwohner |                       |                        |                         |
| Wahlbeteiligung: 53,2 %           |                       |                        |                         |

## Abgeordnetenhauswahl 2006
Bei der Wahl zum Abgeordnetenhaus von Berlin 2006 traten folgende Kandidaten an:
| Name                              | Partei    | Anteil der Erststimmen |
| --------------------------------- | --------- | ---------------------- |
| Michael Dietmann                  | CDU       | 37,3 %                 |
| Brigitte Lange                    | SPD       | 36,4 %                 |
| Andreas Vetter                    | FDP       | 07,8 %                 |
| Torsten Hauschild                 | Grüne     | 05,5 %                 |
| Peter Blank                       | REP       | 04,8 %                 |
| Peter Weigt                       | WASG      | 04,6 %                 |
| Manfred Kirsch                    | Die Linke | 03,6 %                 |
| Wahlberechtigte: 28.851 Einwohner |           |                        |
| Wahlbeteiligung: 55,6 %           |           |                        |

## Abgeordnetenhauswahl 2001
Bei der Wahl zum Abgeordnetenhaus von Berlin 2001 traten folgende Kandidaten an:
| Name                              | Partei | Anteil der Erststimmen |
| --------------------------------- | ------ | ---------------------- |
| Michael Dietmann                  | CDU    | 44,1 %                 |
| Brigitte Lange                    | SPD    | 38,3 %                 |
| Vollrath Thurow                   | FDP    | 09,6 %                 |
| Carl Wechselberg                  | PDS    | 04,1 %                 |
| Christian Klose                   | Grüne  | 03,8 %                 |
| Wahlberechtigte: 29.822 Einwohner |        |                        |
| Wahlbeteiligung: 66,1 %           |        |                        |

## Abgeordnetenhauswahl 1999
Bei der Wahl zum Abgeordnetenhaus von Berlin 1999 traten folgende Kandidaten an:
| Name                              | Partei | Anteil der Erststimmen |
| --------------------------------- | ------ | ---------------------- |
| Michael Dietmann                  | CDU    | 58,4 %                 |
| Thomas Gaudszun                   | SPD    | 28,6 %                 |
| Christian Klose                   | Grüne  | 03,6 %                 |
| Marian Krüger                     | PDS    | 03,6 %                 |
| Ralf Werner                       | Graue  | 03,2 %                 |
| Vollrath Thurow                   | FDP    | 01,5 %                 |
| Werner Rieck                      | BID    | 01,2 %                 |
| Wahlberechtigte: 29.868 Einwohner |        |                        |
| Wahlbeteiligung: 64,5 %           |        |                        |

## Abgeordnetenhauswahl 1995
Der Wahlkreisverband Reinickendorf umfasste zur Abgeordnetenhauswahl am 22. Oktober 1995 sieben, seit 1999 sind es sechs Wahlkreise. Ein direkter Vergleich ist daher nicht möglich.

## Bisherige Abgeordnete
Direkt gewählte Abgeordnete des Wahlkreises Reinickendorf 5:
| Jahr | Name             | Partei | Anteil der Erststimmen |
| ---- | ---------------- | ------ | ---------------------- |
| 2023 | Michael Dietmann | CDU    | 43,8 %                 |
| 2021 | Michael Dietmann | CDU    | 30,7 %                 |
| 2016 | Michael Dietmann | CDU    | 30,5 %                 |
| 2011 | Michael Dietmann | CDU    | 40,7 %                 |
| 2006 | Michael Dietmann | CDU    | 37,3 %                 |
| 2001 | Michael Dietmann | CDU    | 44,1 %                 |
| 1999 | Michael Dietmann | CDU    | 58,4 %                 |